# Enrico Medi
(San Giovanni Paolo II, Lettera enciclica "Fides et Ratio")
Enrico Medi (Porto Recanati, 26 aprile 1911 – Roma, 26 maggio 1974) è stato un fisico e politico italiano.

## Biografia
Nacque il 26 aprile 1911 a Porto Recanati da Arturo Medi, medico, e Maria Luisa Mei, originari di Belvedere Ostrense. A partire dal 1914 trascorse l'infanzia a Belvedere Ostrense con la sua famiglia e i nonni, frequentando la locale scuola elementare.
Nel 1920 la famiglia si trasferì a Roma, dove Enrico frequentò prima il collegio di Santa Maria dei Padri marianisti ed in seguito il liceo classico Istituto Massimo dei Gesuiti, dove si diplomò e divenne il primo presidente della Lega missionaria studenti (LMS), da lui fondata insieme a Gabrio Lombardi.
Si laureò in fisica nel 1932, a soli ventun anni, con una tesi sul neutrone. Ottenne la libera docenza in fisica terrestre nel 1937 e nel 1942 vinse la cattedra di fisica sperimentale dell'Università di Palermo.
Nelle elezioni del 1946 Medi fu eletto deputato dell'Assemblea Costituente e nel 1948 fu deputato al parlamento nella prima legislatura della Repubblica Italiana, primo degli eletti nella Democrazia Cristiana nella circoscrizione Sicilia occidentale, con 106333 preferenze. Restò alla Camera fino al 1953.
Dal 1949 fu direttore dell'Istituto Nazionale di Geofisica e nel 1958 divenne vicepresidente dell'Euratom. Negli anni cinquanta condusse uno dei primi programmi televisivi di divulgazione scientifica, Le avventure della scienza. Il 20 luglio 1969 commentò e partecipò alla lunga diretta dello sbarco sulla Luna da Roma insieme a Tito Stagno, Andrea Barbato e Piero Forcella.
Fece parte del comitato promotore del referendum abrogativo della legge che nel 1970 aveva introdotto in Italia il divorzio.
La sua carriera politica giunse al culmine nel 1971, quando risultò primo degli eletti al consiglio comunale di Roma, con 75000 voti, che nel 1972 lo riportò alla Camera dei deputati, dove restò fino alla morte nel 1974 .
Tra i suoi lavori, ricordiamo le prime esperienze con il radar e l'ipotesi sull'esistenza di fasce ionizzanti nell'alta atmosfera, oggi note come fasce di Van Allen, entrambi stroncati dal regime fascista e successivamente confermati da studiosi stranieri.
Venne nominato membro della Consulta dei laici per lo Stato della Città del Vaticano nel 1966.
Nel 1996 è stata aperta a Senigallia la fase diocesana del processo di beatificazione, per cui la Chiesa cattolica gli ha assegnato il titolo di Servo di Dio. La fase diocesana si è conclusa il 26 ottobre 2013
 e il processo è stato trasmesso alla Congregazione per le cause dei santi.
Il 23 maggio 2024, durante l’Udienza concessa al cardinale Marcello Semeraro, prefetto del Dicastero competente, papa Francesco ha autorizzato la promulgazione dei Decreti riguardanti le virtù eroiche del Servo di Dio Enrico Medi 

## Opere

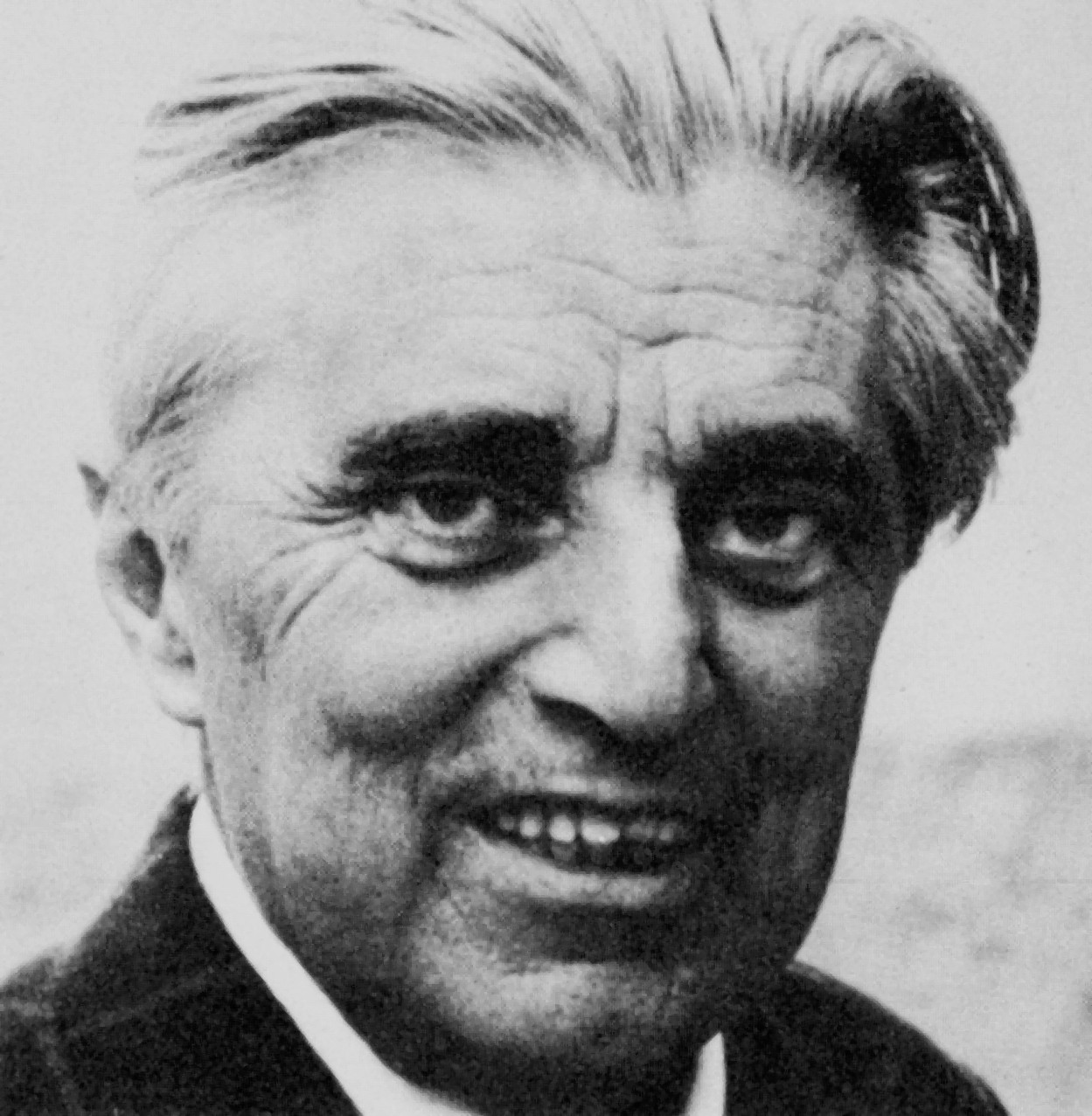
Enrico Medi in tarda età

### Opere scientifiche, didattiche, divulgativo-scientifiche, conferenze e discorsi
- Polarizzazione della Luce diffusa, radiazione dell'atmosfera e probabili indizi sulla tendenza dello Stato del tempo, Tip. Delle Terme, Roma 1939
- L'economia per la vita. Discorso pronunciato alla Camera dei deputati nella seduta del 25 marzo 1950, Camera dei deputati, Roma 1950
- Speranza di pace. Discorso pronunciato alla Camera dei deputati nella seduta dell'8 novembre 1950, Tipografia della Camera dei deputati, Roma 1950
- Rilievo magnetico regionale nelle Marche per la istituzione di un Osservatorio Magnetico Centrale, Istituto Nazionale di Geofisica, Roma 1950 ("Pubblicazioni dell'Istituto Nazionale di Geofisica" n. 205), estratto da «Annali di Geofisica», vol. 3 (1950), n. 2, pp. 143–171 + 5 cc. di tav. (con Maurizio Giorgi e Carlo Morelli)
- Rilievo gravimetrico della Sicilia, Istituto italiano di geofisica, Roma 1952 ("Pubblicazioni dell'Istituto Nazionale di Geofisica" n. 253), estratto da «Annali di Geofisica», vol. 5 (1952), n. 2, pp. 209–245 + 1 c. di tav. ripieg. (con Carlo Morelli)
- Rilievo magnetico della Sicilia centro-settentrionale, Associazione geofisica italiana, Roma 1954, estratto da «Annali di Geofisica», vol. 7 (1954), n. 4, 36 p. + 4 cc. di tav. (con Maurizio Giorgi e Franco Molina)
- Allocuzione del prof. Enrico Medi vicepresidente della Comunità europea dell'energia atomica. Prima sessione del Consiglio della Comunità. Bruxelles 25 gennaio 1958 / Rassegna internazionale elettronica nucleare, Tip. P. Feroce, Roma 1958
- La intesa dei popoli per le vie della scienza. Discorso pronunciato a Roma, il 10 maggio 1962, nella sede del Banco di Roma, sotto gli auspici del Centro italiano di studi per la riconciliazione internazionale, Banco di Roma, Roma 1962
- Enrico Jacchia, Il rischio da radiazioni nell'era nucleare. La tutela della popolazione e dei lavoratori, norme internazionali di protezione, orientamenti legislativi nei paesi della comunità europea, prefazioni di E. Medi, R. Alessi, A. Giuffrè, Milano 1963
- Conferenza dell'on. prof. Enrico Medi agli allievi dell'Accademia Militare sul tema La scienza e l'uomo. 7 febbraio 1968, Accademia Militare Comando, [Modena 1968]
- La crisi dell'autorità. Testo della conferenza tenuta, ad invito della Società Italcementi, nella Sala Maggiore del Palazzo delle Manifestazioni della Camera di Commercio di Bergamo il 6 giugno 1969, Cattaneo, Bergamo 1969
- Dispense di fisica terrestre tratte dalle lezioni del prof. E. Medi. A.a.1968-69, a cura di F. de Notaristefani, Universita degli studi di Roma, 1969
- F. Gerard, La luna, perché. Prospettive di sfruttamento scientifico e industriale della luna, prefazione a cura di Enrico Medi, ERIS, Milano 1970
- Relazione generale anno 1972 (Comitato Nazionale Celebrazioni Bramantesche), Istituto Statale d'Arte, Urbino 1972

### Opere spirituali
- L'avvenire della scienza, Editrice Studium Christi, Roma 1951
- Il dolore e la gioia, Studium Christi, Roma 1956
- Voglio che si venga qui in processione, ILTE, Torino 1957 (con Luigi Santucci e Eugenio Minoli)
- Meditazioni a voce alta, Editr. La scuola, Brescia 1957, 1960
- L'odio e l'amore, Studium Christi, Roma 1958
- Persona e libertà, in Nel Cristianesimo l'uomo integrale?, a cura di Raffaele Coseglia, Tip. Guerino Antonelli, Napoli 1959
- La creazione nella Bibbia, nelle scienze, nella letteratura, nell'arte, Massimo, Milano 1962 (con S. Garofalo et al.)
- Giuseppe Buono Il mondo è una stanza. Riflessioni ecumeniche per la comunità degli adolescenti e dei giovani, presentazione del prof. Enrico Medi, LER, Napoli 1966
- La luna ci guarda, Staderini, Roma 1970; anche 1971
- Siamo all'alba o al tramonto?, Studium Christi, Roma 1971, 1972
- Un grande tesoro, Società Editrice Internazionale, Torino 1972; anche 1973
- Così è. Storia ed elevazioni spirituali sul miracolo eucaristico di Siena, a cura dei frati minori conventuali custodi dell santuario delle sacre particole, Cantagalli, Siena 1973, 1987; anche Il Tesoro eucaristico, Siena 1991, 1994
- Il matrimonio. Ve ne parlano Enrico Medi [et al.], a cura di Antonio Ugenti, Edizioni Paoline, Cinisello Balsamo 1973
- Il mondo come lo vedo io, Studium Christi, Roma 1974, 1975, 1977, 1980; anche Marietti 1820, con prefazione di Enzo Boschi, Genova 2005 ISBN 88-211-6392-X
- Inno all'amore, Arteditoria Periccioli, Siena 1975; anche Cantagalli, Siena 1978, 1982
- Se guardo il tuo cielo... Punti luce, a cura dei Frati Minori Conventuali custodi del Santuario delle SS. Particole, Siena 1976; anche Il tesoro eucaristico, Siena 1991; anche Cantagalli, Siena 1996
- I giovani come li penso io, Studium, Roma 1976
- In faccia al mistero di Dio. Meditazioni lungo l'anno liturgico, Elle Di Ci, Leumann [Rivoli] 1980
- San Francesco. Cantico di Frate Sole, commento di Enrico Medi, Elle di Ci, Leumann [Rivoli] 1982, 1986
- Astronauti di Dio (I preti come li vorrei io), a cura dei frati minori conventuali custodi del Santuario delle SS. Particole, Cantagalli, Siena 1984, 1989
- L'ora di Maria. Conferenze mariane tenute nell'Aula magna dell'Angelicum, Centro internazionale di comparazione e sintesi, Roma 19..!

## Programmi televisivi Rai
- Le avventure delle scienza, Applicazioni pratiche dell'energia atomica, a cura del Prof. Enrico Medi dell'Università di Roma, trasmessa il 27 settembre 1955.